# Lubniewice (gmina)
Pour les articles homonymes, voir Lubniewice.
Lubniewice est une gmina urbaine-rurale (gmina miejsko-wiejska) ou mixte de la powiat de Sulęcin, dans la Voïvodie de Lubusz, dans l'ouest de la Pologne.
Son siège administratif (chef-lieu) est la ville de Lubniewice, qui se situe environ 12 kilomètres au nord-est de Sulęcin (siège de la powiat), 25 kilomètres au sud de Gorzów Wielkopolski (capitale de la voïvodie) et 67 kilomètres au nord de Zielona Góra (siège de la diétine régionale).
La gmina couvre une superficie de 129,76 km2 pour une population de 3 130 habitants en 2016.

## Histoire
De 1975 à 1998, la gmina est attachée administrativement à la voïvodie de Gorzów.

Depuis 1999, elle fait partie de la voïvodie de Lubusz.

## Géographie
Outre la ville de Lubniewice, la gmina inclut les villages et localités de :

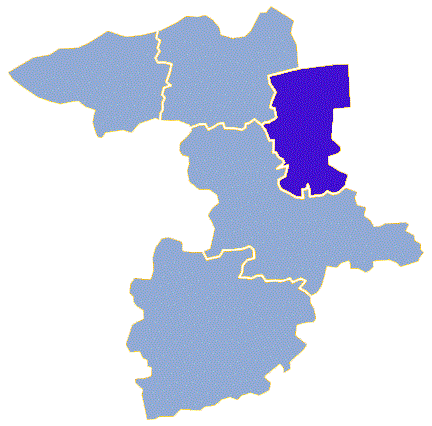
Plan de la gmina

- Glisno
- Jarnatów
- Osieczyce
- Rogi
- Sobieraj
- Wałdowice

### Gminy voisines
La gmina de Lubniewice est voisine des gminy suivantes :
- Bledzew
- Deszczno
- Krzeszyce
- Sulęcin

## Structure du terrain
D'après les données de 2002, la superficie de la commune de Lubniewice est de 129,76 kilomètres carrés, répartis comme telle :
- terres agricoles : 23%
- forêts : 67%

La commune représente 11,02% de la superficie du powiat.

## Démographie
Données du 30 juin 2004:
| Description        | Total  | Total | Femmes | Femmes | Hommes | Hommes |
| ------------------ | ------ | ----- | ------ | ------ | ------ | ------ |
| Unité              | Nombre | %     | Nombre | %      | Nombre | %      |
| Population         | 3 032  | 100   | 1 543  | 50,9   | 1 489  | 49,1   |
| Densité (hab./km²) | 23,4   | 23,4  | 11,9   | 11,9   | 11,5   | 11,5   |